# 테오도어 슈테판 폰 노이호프 남작
테오도어 슈테판 폰 노이호프 남작(독일어: Freiherr Theodor Stephan von Neuhoff, 1694년 8월 25일 - 1756년 12월 11일)은 신성로마제국 베스트팔렌 출신의 하급귀족이자 모험가였다. 1736년에 몇 달간 미승인국 코르시카 왕국의 국왕을 지냈다.
쾰른에서 레오폴트 빌헬름 폰 노이호프 남작과 아멜리 콜린 남작부인의 아들로 태어났다. 프랑스 궁정에서 교육을 받고 프랑스군에서 복무하다 스웨덴군으로 이적했다. 칼 12세의 장관 게오르크 하인리히 폰 괴르츠 남작은 노이호프의 음모공작 능력을 높이 사서 그를 잉글랜드, 스페인에 파견해서 줄리오 알베로니 추기경과 교섭하도록 했다. 그러나 노이호프는 임무에 실패한 뒤 스웨덴으로 돌아왔다가 스페인으로 이적해서 알베로니 추기경을 섬겼다. 알베로니가 망명하자 요한 빌럼 리페르다 남작을 섬겨 대령이 되었고 스페인 왕비의 시녀와 결혼했다. 그러나 아내를 버리고 프랑스로 가서 존 로의 미시시피 회사 사태에 얽혔다. 그 뒤에는 포르투갈, 네덜란드, 이탈리아를 떠돌아다녔다.
떠돌아다니던 노이호프는 제노바 공화국에서 코르시카 독립운동가들을 만나 그들에게 자신을 왕으로 삼는다면 코르시카를 독립시켜줄 수 있노라 설득했다. 1736년 3월, 노이호프는 튀니스 베이의 조력으로 코르시카섬에 상륙했고, 독립운동이 죽을 쑤고 있던 코르시카인들은 노이호프를 왕으로 선출했다. 노이호프는 “테오도어 1세”를 칭하고 칙령들을 반포했으며 기사단을 설치하고 제노바에 전쟁을 걸었다. 처음에는 다소 승리를 거두었으나 코르시카 독립군의 내분으로 실패로 돌아갔다. 제노바에서는 노이호프의 목에 현상금을 걸었고, 그의 복잡한 과거를 폭로했다. 노이호프는 1736년 11월 외국의 도움을 구해오겠다는 핑계로 코르시카를 떴다. 스페인과 나폴리를 거쳐 네덜란드로 갔다가 암스테르담에서 빚 때문에 체포당했다.
풀려난 노이호프는 조카를 시켜 코르시카에 무기를 보냈고 그 자신도 1738년, 1739년, 1743년 코르시카 입도를 시도했다. 그러나 제노바와 프랑스 군대에 번번히 막혔다. 이후 그는 네덜란드로 도주해서 거기서 몇 년간 망명생활을 했다. 1749년 잉글랜드에 입국해 지지를 구했으나 빚 때문에 감옥에 갇혔고 1755년에야 파산을 선언하고 석방될 수 있었다. 이로써 코르시카 국왕의 권리 또한 빚쟁이들에게 넘어갔다. 이후 여생을 호레이스 월폴을 비롯한 지인들의 후원에 의존해서 살다가 1756년 런던에서 죽었다. 향년 62세.